# Sveriges bagare & konditorer
Sveriges bagare & konditorer är en branschorganisation för bageri- och konditorbranschen i Sverige. Organisationen grundades år 1900 (då Bageriförbundet) och var då troligen Sveriges första arbetsgivarorganisation. Idag har Sveriges bagare & konditorer cirka 450 medlemsföretag, vilket gör branschorganisationen till den största inom livsmedelssektorn. Medlemmarna utgörs av allt ifrån lokala bagerier och konditorier till större företag såsom Pågen, Polarbröd och Fazer. VD på Sveriges bagare & konditorer är Martin Lundell och ordförande är Stefan Fritzdorf.
Bland Sveriges bagare & konditorers verksamhet kan nämnas de tävlingar som arrangeras: Årets Konditor som är det Svenska Mästerskapet för professionella konditorer, SM Unga Bagare, Svenska Mästerskapet för bagare upp till 23 år, Skolmästerskapen för bagare som är för elever på gymnasieutbildningen till bagare samt Mack-SM, Svenska Mästerskapen i att göra mackor.. Dessutom driver Sveriges bagare & konditorer Svenska Bagarlandslaget som är ett av Europas bästa.
När Kronprinsessan Victoria gifte sig med Daniel Westling var det Sveriges bagare & konditorer som fick uppdraget att stå för bröllopstårtan. De senaste fyra vinnarna av Årets Konditor utsågs att skapa tårtan, dvs Conrad Tyrsén (vinnare 2009), Maria Grave (vinnare 2008), Jennie Elmerfors (vinnare 2007) och Mattias Ljungberg (vinnare 2006). Till sin hjälp hade de även Sveriges bagare & konditorers VD Martin Lundell och vice ordföranden Günther Koerffer.

## Ordförande
Sveriges bagare & konditorer (tidigare Bageriförbundet) har haft följande ordförande sedan starten:
- Anders Rickard Westerdahl 1900-1908
- Melcher Lindholm 1908-1920
- Rickard Sandberg 1920-1923
- Henrik Lyberg 1923-1929
- Alfred Henning 1929-1960
- Einar Haine 1960-1962
- Malte Klang 1962-1972
- Gösta Werngren 1972-1975
- Boris Orbjörn 1975-1989
- Bengt Lindh 1989-2001
- Mats Rosén 2001-2009
- Stefan Fritzdorf 2009-